# Is (álbum)
Is es un álbum de estudio del compositor y pianista de jazz estadounidense Chick Corea, publicado en 1969 a través de Solid State Records. Blue Note Records lo reeditó en 2002 junto al disco de 1969 Sundance y otras versiones en un disco llamado The Complete "Is" Sessions.  

## Lista de canciones
Cara A
1. "Is" – 28:54

Cara B
1. "Jamala" – 14:04
2. "This" – 8:18
3. "It" – 0:30

## Créditos
- Chick Corea – piano, piano eléctrico
- Woody Shaw – trompeta
- Hubert Laws – flauta, piccolo
- Bennie Maupin – saxofón tenor
- Dave Holland – contrabajo
- Jack DeJohnette – batería
- Horace Arnold – batería